# Соуза, Антониу
Анто́ниу Аугу́сту Го́миш ди Со́уза (порт. António Augusto Gomes de Sousa; род. 28 апреля 1957, Сан-Жуан-да-Мадейра) — португальский футболист, защитник. Бронзовый призёр ЧЕ-1984. После окончания карьеры работал тренером.
За 18 сезонов в Премьер-лиге Португалии сыграл 484 матча и забил 82 гола.

## Клубная карьера
Начал профессиональную карьеру в 1973 году, в возрасте 16 лет, в клубе из Сегунды лиги — «Санжуаненсе». В 1975 году подписал контракт с «Бейра-Мар». В третьем сезоне Соуза забил 15 голов и помог клубу из Авейру выйти в Премьер-лигу.
В 1979 году Антониу был куплен чемпионом Португалии — «Порту». В клубе Соуза уверенно был в основе. Важным был его гол в финале Кубка обладателей кубков 1983/84 на стадионе «Санкт-Якоб Парк» (Швейцария), который сравнял счет в матче с итальянским «Ювентусом», но «туринцы» выиграли благодаря голу Збигнева Бонека
Летом 1984 года Соуза и его напарник по амплуа Жайми Пашеку подписали контракт с столичным «Спортингом». В обмен в «Порту» перешёл семнадцатилетний вундеркинд Паулу Футре. Через 2 сезона Антониу вернулся в состав «драконов» и в 1987 году выиграл Кубок европейских чемпионов, Суперкубок УЕФА и Межконтинентальный кубок.
Карьеру завершил в 1996 году, в возрасте 39 лет, в роли играющего тренера «Санжуаненсе». С 1997 по 2004 года тренировал «Бейра-Мар», с которым в сезоне 1998/99 выиграл Кубок Португалии, одолев Кампомайоренше в финале со счётом 1-0. Также Соуза тренировал «Риу Аве» (2005/06), «Пенафиел» (2007/08), «Бейра-Мар» (2008/09) и «Трофенсе» (2011).

## Карьера за сборную
За сборную Португалии Соуза провёл 27 матчей и забил 1 гол. Бронзовый призёр Чемпионата Европы 1984 года во Франции. Участник Чемпионата мира 1986 года в Мексике.

### Голы за сборную
| #  | Дата         | Место                      | Соперник | Счёт | Результат | Турнир  |
| -- | ------------ | -------------------------- | -------- | ---- | --------- | ------- |
| 1. | 17 июня 1984 | Велодром, Марсель, Франция | Испания  | 1-0  | 1-1       | ЧЕ 1984 |